# Carlos Socías
Carlos Miguel Socías Rodríguez (ur. 23 listopada 1951 w Dajabón) – dominikański judoka. Olimpijczyk z Monachium 1972, gdzie zajął dziewiętnaste miejsce w wadze średniej.

## Letnie Igrzyska Olimpijskie 1972
| Konkurencja | Eliminacje                 | Klas. końcowa |
| Konkurencja | Przeciwnik I               | Miejsce       |
| ----------- | -------------------------- | ------------- |
| 80 kg       | Philip Illingworth (CAN) P | 19.           |